# Lamprosema aldabralis
Lamprosema aldabralis là một loài bướm đêm trong họ Crambidae.